# Miguel Antonio Vilardebó
Miguel Antonio Vilardebó (Miquel Antoni Vilardebò) fue un importante comerciante y saladerista de Montevideo de fines del siglo XVIII y comienzos del XIX, con activa participación en el progreso de su ciudad y en las acciones de defensa contra las Invasiones Inglesas al Río de la Plata. 

## Biografía

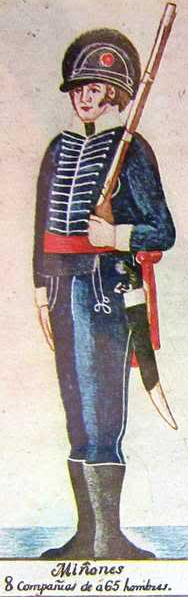
Uniforme de oficial del Tercio de Miñones de Cataluña.

Miguel Antonio Vilardebó nació en Barcelona, España, alrededor del año 1773. De profesión marino, entre 1788 y 1790, muy joven aún, se radicó en la ciudad de Montevideo junto a su padre, propietario de buques mercantes y proveedor de esa plaza.
En 1804, año en que fundó un saladero en la falda del Cerro, se tuvieron noticias de la presencia de una fuerte escuadra inglesa en aguas del Brasil y se supuso que el objetivo primario era Montevideo. En esa ocasión, Vilardebó ofreció sus casas para acuartelar hasta 200 hombres de caballería en previsión del ataque que finalmente no se produjo.
Ese año se introdujo la vacuna en Montevideo, pero como el cabildo carecía de los recursos necesarios para hacer extensivo su uso a la campaña, Vilardebó financió una de las expediciones previstas a esos efectos.
Al producirse finalmente las invasiones inglesas, en 1806 propuso al gobernador de la plaza Ruiz Huidobro abrir un empréstito que el mismo encabezaría con la suma de 3000 pesos, sin compromiso de devolución. Con dos amigos, en pocos días logró recaudar 250000 pesos. Algunas fuentes aseveran que la contribución final de Vilardebó alcanzó los 30000 pesos.

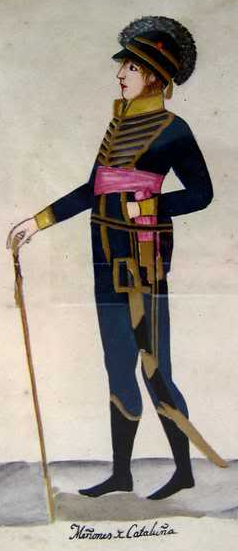
Uniforme de oficial del Tercio de Miñones de Cataluña.

Asimismo, donó cables nuevos para los aparejos de la escuadrilla de la Real Armada y apoyó la formación del Tercio de Miñones de Cataluña costeando sus uniformes y proveyó monturas para el cuerpo expedicionario que a las órdenes de Santiago de Liniers contribuiría a la reconquista de Buenos Aires.
Tras la reconquista, Montevideo permaneció bloqueada por la escuadra inglesa, por lo que Vilardebó marchó voluntariamente al Alto Perú para obtener ayuda. Sin necesidad de llegar a ese lejano destino, en Córdoba obtuvo 300000 pesos y volvió a Montevideo burlando el bloqueo enemigo. Por esta razón, el cabildo de su ciudad votó un reconocimiento de 3000 pesos que Vilardebó se negó a aceptar.
En 1807, iniciado el bloqueo y asalto de la ciudad por las fuerzas al mando de Auchmuty, Vilardebó fue el donante de los cueros utilizados para cerrar momentáneamente la brecha abierta en las murallas por los británicos.
Su conducta en las invasiones le hicieron acreedor a una de las seis medallas conmemorativas adjudicadas a Montevideo.
En 1808 integró la Junta de Montevideo que bajo la presidencia de Francisco Javier de Elío negó obediencia al Virrey Santiago de Liniers.
Tras la Revolución de Mayo, huyó a Río de Janeiro junto a su familia al iniciarse el primer sitio de Montevideo. Regresó luego a la ciudad 20 de junio de 1814 fue elegido por el gobernador Gaspar de Vigodet junto a Juan de Vargas, José Gestal y José de Acevedo para convenir con el nuevo comandante de las fuerzas sitiadoras Carlos María de Alvear las condiciones del armisticio.
Fue capitán de miliciar y regidor del cabildo en varias oportunidades. Sumó a la condecoración de su nación la Orden de Cristo de Portugal. Fu también Hermano mayor de la Hermandad de Caridad, y presidió la primera Junta Gubernativa de la Hermandad en su segunda época, instalada el 8 de octubre de 1821.
Falleció en 1844. Había casado con Martina Matuliche y Salas, nativa de Montevideo, con quien tuvo seis hijos, entre ellos el médico Teodoro Miguel Vilardebó (1803- 1857).